# 삼산농산물도매시장
삼산농산물도매시장(三山農産物都賣時場)은 인천광역시 부평구 삼산동에 위치한 농산물도매시장이다.

## 설립 목적
- 현대화된 유통시설 확충으로 농산물 유통기능 강화 등 유통구조개선
- 수급안정 및 거래질서 확립으로 생산자와 소비자를 동시 보호
- 도심지 유사농산물도매시장의 통폐합 정비 및 주민숙원 사업 해결

## 연혁
- 1997년 12월: 도매시장 시설공사 착공
- 2000년 12월: 준공
- 2001년 5월9일: 개장